# Cafetera AeroPress

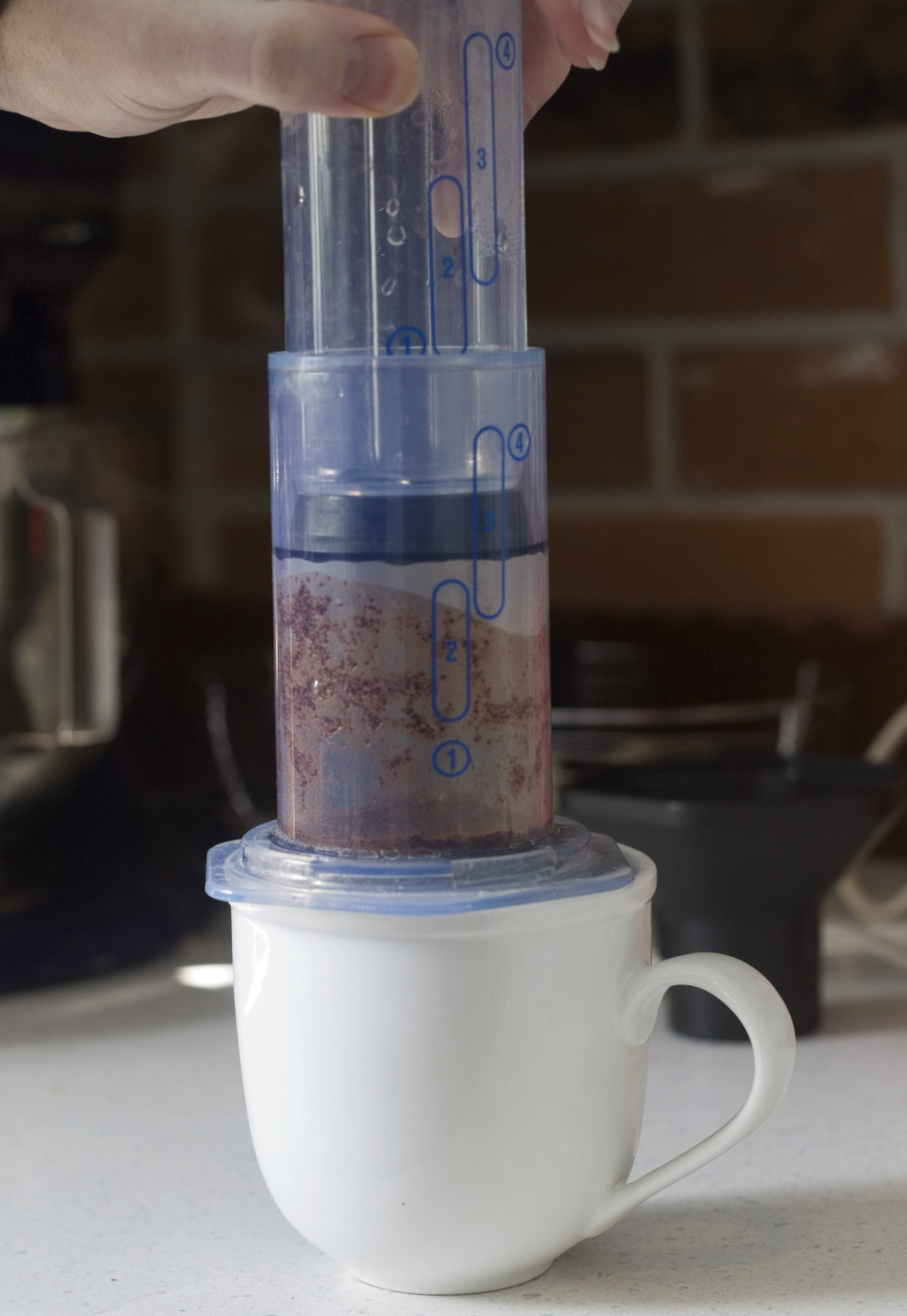
Realización de una taza de café con la AeroPress

La cafetera AeroPress es un dispositivo para preparar café inventado en 2005 por el inventor estadounidense Alan Adler. Su estructura está formada por dos cilindros de plástico que juntos funcionan como una jeringuilla que introduce aire a presión sobre la mezcla de agua y café molido para filtrar el café a través de un filtro de papel o de metal cilíndrico. 
Su creador, que también fue el inventor del disco volador Aerobie, creó la AeroPress como respuesta a la necesidad de preparar una sola taza de café para sí mismo, a diferencia de las cafeteras tradicionales de 8 tazas. Asimismo tuvo en mente acortar el tiempo de infusión y preparación del café.

## Funcionamiento

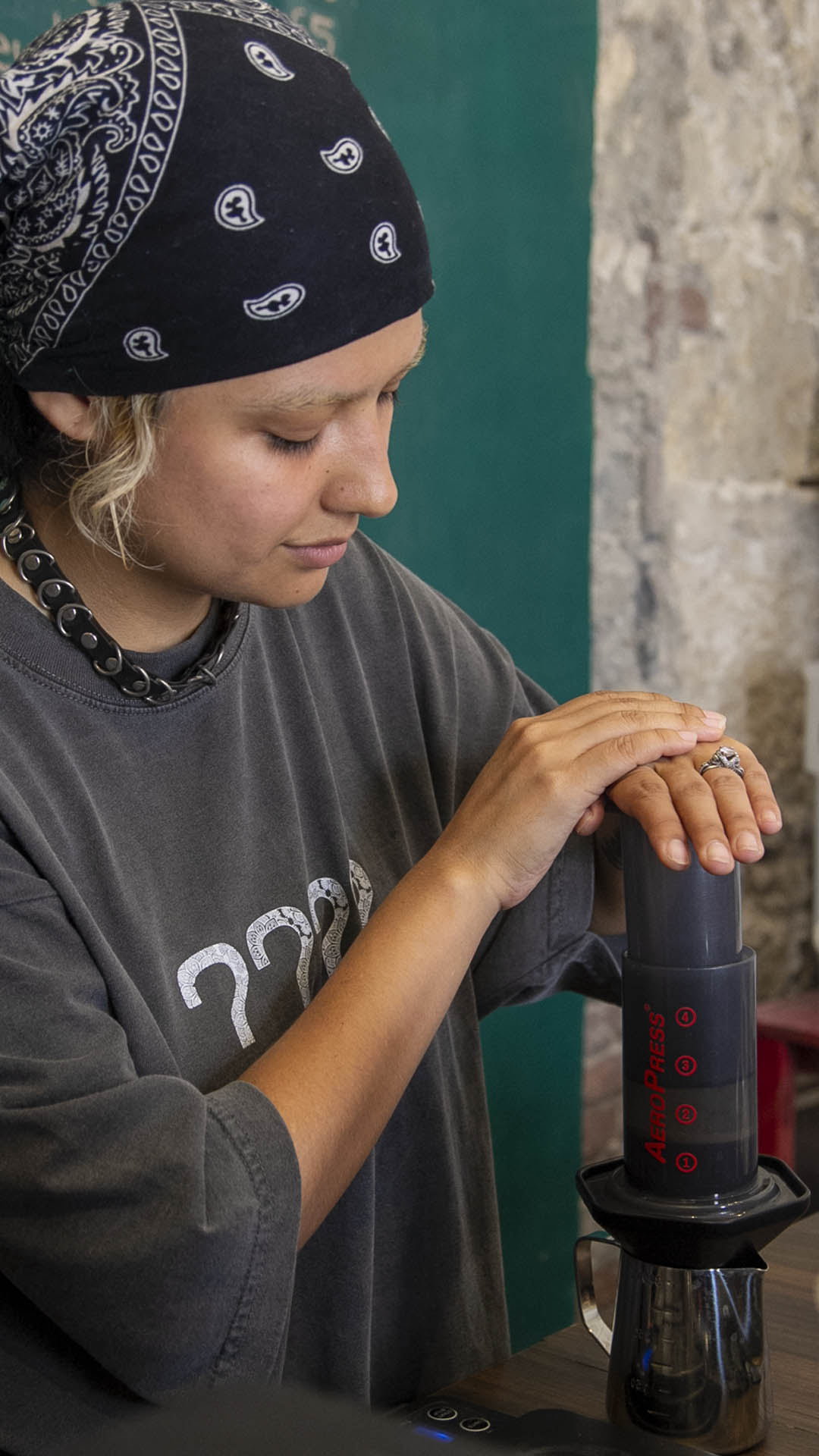
El Aeropress usa aire a presión para extraer el café.

El funcionamiento de la AeroPress se parece a la cafetera de émbolo o prensa francesa. Para preparar el café hay que verter el agua previamente calentada sobre el café molido, agitar durante unos segundos y presionar el émbolo para filtrar la mezcla por la fuerza del aire a presión.  
Se considera uno de los métodos más versátiles de extracción de café que existen ya que permite a los usuarios experimentar con una gran cantidad de factores como la temperatura del agua, el tiempo de infusión, agitación y el grosor del molido del café, por lo que una persona puede preparar un café concentrado similar a un espresso, una taza grande como un café americano o filtrar incluso un café preparado en frío (cold brew) durante horas. 

## Recepción popular
La versatilidad de los factores al crear recetas ha permitido que baristas y entusiastas del café del mundo hayan creado concursos de Aeropress locales, nacionales e internacionales.
Existen cientos de recetas que se originan en todas partes del mundo gracias a los concursos de campeonato de Aeropress, pero las más populares son las de Alan Adler, inventor del Aeropress y de James Hoffman, influencer de la tercera ola del café. Los baristas profesionales recomiendan usar entre 12 y 15 gramos de café por 220ml de agua y una temperatura de entre 85 y 95 grados centígrados. El tiempo de infusión total varía entre 1 y 2 minutos.